# 女王國之城
女王國之城（日语：女王国の城）是有栖川有栖的小說，2007年9月東京創元社出版，2011年1月創元推理文庫出版。

## 劇情
英都大學生江神二郎與同學前往神倉，拜訪新興宗教「人類協會」，卻遇到一連串殺人事件。
有栖川有棲等人費勁心思進入人類協會封閉之城，然而，當天晚上城堡內卻發生了連續殺人事件，打開的城門再度封閉。有栖川有棲等人在協會追捕、通信切斷等重重困境之下，試圖發現真兇。

## 人物
- 江神二郎
- 有栖川有栖
- 望月周平
- 織田光次郎
- 有馬麻里亞
- 石黑操
- 青田好之
- 由良比呂子

## 榮譽
- 2007年「週刊文春傑作推理小說BEST 10」第一名
- 2008年「這本推理小說了不起！」第三名
- 2008年「本格推理BEST10」第一名
- 第8回本格推理大獎（小說部門）。